# Тільзитська трамвайна мережа
Тільзитська трамвайна мережа — ліквідована трамвайна мережа в місті Тільзит (з 1945 Совєтськ). Трамвайну мережу відкрито 26 липня 1901 року, у жовтні 1944 року було закрито та ліквідовано.

## Маршрути
- Ringlinie (Кільцева), 4,06 км, — відкрита 26.07.1901
- Hohe Straße — Splitter. — 3.96 км, — відкрита 15.12.1901 (приблизно у 1913 продовжено до Waldfriedhof)
- Wasserwerk — Jakobsruh,3,19 км, — відкрита 15.12.1901 (приблизно у 1910 між Hohen Tor й Jakobsruh рух закрито, у 1930 роках рейки демонтовані.
- Kasernenstraße — Kallkappen, 2.5 км, — відкрита 15.12.1901 (17 жовтня 1937 рух зупинено)

Після початку війни у 1939 році була відкрита нова лінія завдовжки 6,33 км Fletcherplatz — Bahnhof — Stolbeck — Splitter — Waldfriedhof.